# جرمی رومگوس
جرمی رومگوس (انگلیسی: Jérémie Roumegous؛ زادهٔ ۹ مهٔ ۱۹۸۵) بازیکن فوتبال اهل فرانسه است.
از باشگاه‌هایی که در آن بازی کرده‌است می‌توان به باشگاه فوتبال اوسر و باشگاه فوتبال نیم المپیک اشاره کرد.